# Ижевка
Ижевка — река в России, протекает по Кочёвскому району Пермского края. Устье реки находится в 26 км по правому берегу реки Янчер. Длина реки составляет 10 км.
Исток реки на Верхнекамской возвышенности в лесном массиве близ границы с Кировской областью в 30 км северо-западнее районного центра села Кочёво. Генеральное направление течения — юго-восток, всё течение проходит по ненаселённому лесу. Впадает в Янчер у нежилой деревни Мордвино.

## Данные водного реестра
По данным государственного водного реестра России относится к Камскому бассейновому округу, водохозяйственный участок реки — Кама от истока до водомерного поста у села Бондюг, речной подбассейн реки — бассейны притоков Камы до впадения Белой. Речной бассейн реки — Кама.
Код объекта в государственном водном реестре — 10010100112111100002393.